# Animafest Zagreb
Animafest Zagreb, förkortning för Världsfestivalen för animerad film i Zagreb (kroatiska: Svjetski festival animiranog filma u Zagrebu), är en internationell filmfestival för animerad film i Zagreb i Kroatien. Festivalen skapades 1972. Den är den näst äldsta i sitt slag i Europa, efter Annecys internationella festival för animerad film.

## Historik
Festivalens grundande initierades av Asifa (Association Internationale du Film d'Animation) och byggde på Zagrebs långa tradition som producent av animerad film. Medgrundare var staden Zagreb och den internationell kända produktionsstudion Zagreb Film.
Den första upplagan av festivalen hölls juni 1972. Festivalgeneral var då Želimir Matko, som var den drivande kraften bakom festivalen fram till sin död 1977. Animafest var från början ett varannanårsevenemang, men sedan 2005 arrangeras festivalen varje år. Numera ägnas festivalupplagorna udda år åt animerad långfilm, jämna år åt animerad kortfilm.